# برخورد (فیلم ۲۰۱۳)
«برخورد» یا تقاطع (انگلیسی: Collision) یک فیلم اکشن و عاشقانه فرانسوی به زبان انگلیسی به کارگردانی و نویسندگی فیلمساز آمریکایی دیوید مارکونی که در سال ۲۰۱۳ منتشر شد. بازیگران اصلی این فیلم فرانک گریلو، جایمی الکساندر، و ماری-ژوزه کروز می‌باشد.
این فیلم در نهایت در ۳۰ ژانویه ۲۰۱۳ در فرانسه در ۳۰۴ سالن سینما اکران شد.

## داستان
تیلور و اسکات دولان (جایمی الکساندر و فرانک گریلو) در ماه عسل خود در مراکش هستند که در آن تیلور با کمک معشوقش تراویس (چارلی بیولی) قصد کشتن شوهر ثروتمند خود را دارد. وقتی همه طرفین در یک تصادف خونین رانندگی در جاده‌ای دورافتاده کویری درگیر می‌شوند، نقشه به هم می‌ریزد. آنها از انباشته چند ماشین در یک تقاطع بیابانی فرار می‌کنند و با گروهی از بازماندگان، از جمله یک قاچاقچی تحت تعقیب، عمر (موسی ماسکری)، یک زن فرانسوی، آدری (ماری-ژوزه کروز)، با یک نوزاد بیمار و صالح، یک مرموز مواجه می‌شوند. تعمیر کننده آنها سفری فریبکارانه و مکاشفه را آغاز می‌کنند.

## تولید
فیلمبرداری در فوریه ۲۰۱۲ در لوکیشن مرزوقه و صویره مراکش آغاز شد و یک ماه و نیم به طول انجامید و بیشتر فیلمبرداری به صورت متوالی انجام شد. فیلم عمدتاً به زبان انگلیسی فیلم‌برداری شده است، صحنه اصلی تصادف خودرو به‌طور عملی، بدون جلوه‌های بصری، با استفاده از دوربین دیجیتال تک‌لنزی بازتابی در اتومبیل‌ها فیلمبرداری شد.